# Oreocharis leucantha
Oreocharis leucantha är en tvåhjärtbladig växtart som först beskrevs av Friedrich Ludwig Diels, och fick sitt nu gällande namn av Mich. Möller och A. Weber. Oreocharis leucantha ingår i släktet Oreocharis och familjen Gesneriaceae. Inga underarter finns listade i Catalogue of Life.